# Sondra Peterson
 (juin 2017).
Si vous disposez d'ouvrages ou d'articles de référence ou si vous connaissez des sites web de qualité traitant du thème abordé ici, merci de compléter l'article en donnant les références utiles à sa vérifiabilité et en les liant à la section « Notes et références ».
Sondra Peterson (née en 1935 à Kansas City, Missouri) fut l’une des plus grandes top models des années 1950 et 60.

## Biographie
Née et élevée à Kansas City, dans le Missouri, Sondra Peterson était basée à New York et à Paris pendant sa carrière de top model, et par la suite elle a vécu en France pendant quelques années. Elle est rentrée aux États-Unis au début des années 1990, et vit actuellement dans le comté de Westchester, dans la banlieue de New York.
Sondra Peterson apparaissait souvent en couverture des magazines les plus prestigieux comme Vogue (États-Unis), Elle, Vogue (France), Seventeen, Mademoiselle, Harper's Bazaar, Glamour ou Marie Claire aux États-Unis et en Europe. Engagée par Eileen Ford à l’agence Ford Modeling en 1957, elle a été photographiée par les plus grands photographes, parmi lesquels Irving Penn, Richard Avedon, Frank Scavullo, Guy Bourdin et Horst P. Horst. Elle est apparue dans des publicités à la télévision, dont une réalisée par Irving Penn. Elle a également figuré dans le livre intitulé Eileen Ford’s Book of Model Beauty (publié par Trident Press, New York, 1968).
Aujourd’hui, défenseure reconnue de la faune et la flore, elle est engagée dans la conservation des espaces naturels, les droits des animaux, et des questions environnementales.
Sondra Peterson a eu deux enfants, dont l'écrivaine américaine Amanda Filipacchi, avec Daniel Filipacchi Filipacchi a une fille d'une relation antérieure